# 호리치
호리치(/ˈhɒrɪtʃ/)는 잉글랜드 그레이터맨체스터주 볼턴 도시 자치구에 위치한 도시이자 지방 행정구로, 역사적으로 랭커셔주 경계에 위치한다. 촐리에서 남동쪽으로 8.5km, 볼턴에서 북서쪽으로 9.3km, 맨체스터에서 북서쪽으로 24km 떨어져 있다. 웨스트 페나인 무어의 남쪽 가장자리에 위치하며, M61 고속도로가 남쪽과 서쪽으로 가까이 지나간다. 2021년 인구주택총조사에서 호리치의 인구는 20,893명이었다.
호리치는 중세 시대에 사냥터로서 등장했다. 습지에서 흘러나오는 물줄기는 산업혁명 초기에 표백제 작업과 다른 산업에 동력을 제공하기 위해 활용되었다. 섬유 산업이 주요 고용주가 되었고 1884년 이후 철도 공사가 건설되면서 마을의 인구가 급격히 증가했다. 현재 오래된 산업들은 문을 닫았고, 도시 재개발은 마을 외곽, 특히 미들브룩에 주로 이루어졌는데 1997년 이후 축구 클럽인 볼턴 원더러스가 볼튼 중심부 근처의 번든 파크에 연고를 두었다가 미들브룩에 리복 스타디움을 건설, 이주하면서 많은 개발이 이루어졌다.